# Canalete (Córdoba)
Canalete es un municipio colombiano ubicado en el departamento de Córdoba, al norte del país. La población fue fundada en 1952 y fue elevada a la categoría de municipio el 2 de marzo de 1979.

## División Político-Administrativa
Además de su Cabecera municipal. Canalete tiene bajo su jurisdicción los centros poblados:
- Buenos Aires (Las Pavas)
- Cadillo
- El Guineo
- El Limón
- El Tomate
- Popayán
- Sisevan
- Quebrada de Urango
- Tierradentro

## Historia
Canalete fue creado jurídicamente mediante la ordenanza 029 expedida por la asamblea de Córdoba en el año 1978, segregado del municipio de Los Córdobas y Montería, iniciando así su vida político-administrativa independiente el día 2 de febrero de 1979, siendo el primer alcalde José María Roqueme Muñoz.

## Geografía
Canalete tiene una extensión de 483 km² es decir 48.000 mil hectáreas que corresponden al 1.5% del territorio departamental.

### Límites
- Norte: con el Municipio de Los Córdobas.
- Sur y Oriente: con el Municipio de Montería, capital del departamento.
- Occidente: con el Municipio de Arboletes, departamento de Antioquia.

## Símbolos

### Bandera
La bandera o pabellón de Canalete está compuesta por cuatro cuadrados de igual medida con distintos colores.
- Amarillo: Simboliza la riqueza del municipio, no solo en oro y recursos naturales sino también en leyendas, costumbres y tradiciones.
- Naranja: Representa la alegría de los canaletenses y el esplendor de los paisajes.
- Verde: Representa la esperanza en un futuro mejor, la fertilidad de los campos y el follaje del árbol de florisanto.

### Árbol municipal
El árbol municipal es el florisanto, sobre el que existen mitos y leyendas en la región. El árbol del florisanto es considerado como símbolo de pureza, de constancia y de la perseverancia de cada uno de los canaletenses. Por eso no se permite en el municipio que nadie arroje siquiera una piedra o se monten en las ramas para cortarlas.

## Cultura

### Festividades

#### Enero
- Cumpleaños de la banda regional: Se celebra el 13 de enero. Se realiza una noche de porros y fandangos.

#### Marzo
- Fiestas Patronales de San José: Son las fiestas tradicionales en honor a San José, patrono del municipio. El día 19 de marzo ese día se realizan procesiones jolgorios, matrimonios y bautismos selectivos.

### Sitios de interés
- Volcanes de lodo: Para llegar a estos volcanes hay que entrar por la apartada de la vía que conduce hacia la Cabecera Municipal y 4 kilómetros desviarse hacia la izquierda, y a unos 7 kilómetros se encuentra un corregimiento llamado El Guineo; cerca de este, a la derecha, se debe seguir 1 kilómetro, allí se encuentran los volcanes de lodo.

## Servicios públicos
- Energía Eléctrica: Afinia, del grupo EPM, es la empresa prestadora del servicio de energía eléctrica.
- Gas Natural: Surtigas es la empresa distribuidora y comercializadora de gas natural en el municipio.